# Farbauftrag
Der Farbauftrag (Auftrag der Malfarbe, Farbenauftrag, Farbmittelauftrag, Maltechnik, Malverfahren, Malweise) bezeichnet die Art, in der das Farbmittel (Farbenpaste, Farbflüssigkeit, Malfarbe) mit einem Malwerkzeug auf den Bildträger (Bildfläche, Bildgrund, Malgrund, Maluntergrund) aufgetragen wird. Oft ist der Farbauftrag ein charakteristisches Merkmal für eine Stilrichtung und für die Handschrift einer Künstlerin oder eines Künstlers. Deshalb kann die Farbauftragsart bei der Suche nach der Autorenschaft eines unsignierten und bestrittenen Werkes assistieren, unter günstigen Umständen auch eine Fälschung entlarven.

## Der lasierende Farbauftrag
Beim lasierenden Farbauftrag (auch Lasurtechnik) (von lateinisch lazurium = Blaustein, blauer Farbstoff, arabisch lazaward = Lasurstein, Lasurfarbe) wird die Malfarbe dünnflüssig auf den Malgrund aufgetragen. Die Schicht der Malfarbe ist transparent (durchscheinend), eben und glatt. Der Malgrund oder die darunter liegenden Farbschichten scheinen durch. Die Lasuren wirken wie feine, übereinanderliegende Glasscheiben. Die Farbauftragsart findet man in der Aquarellmalerei und Ölmalerei. Der venezianische Maler Tizian (um 1485–1576) hat die sogenannte altmeisterliche Lasur- und Schichtenmalerei in extremer Form angewandt. Er soll 20 bis 30 Schichten übereinandergelegt haben, um den Eindruck von Tiefe zu erreichen. Angewandt wird der lasierende Farbauftrag zum Beispiel von Tizian, Caspar David Friedrich (1774–1840), Joseph Mallord William Turner (1775–1851) oder Emil Nolde (1867–1956).

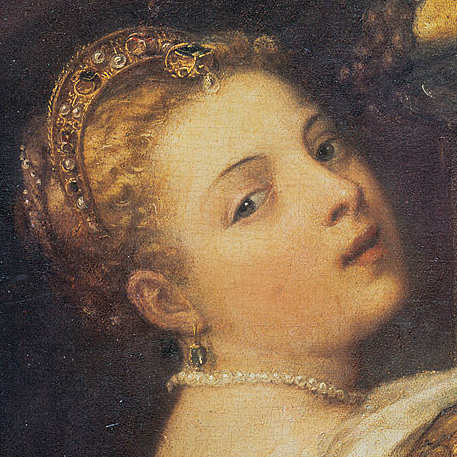
Altmeisterliche Lasur- und Schichtenmalerei. Tizian: Mädchen mit Fruchtschale. Ausschnitt.
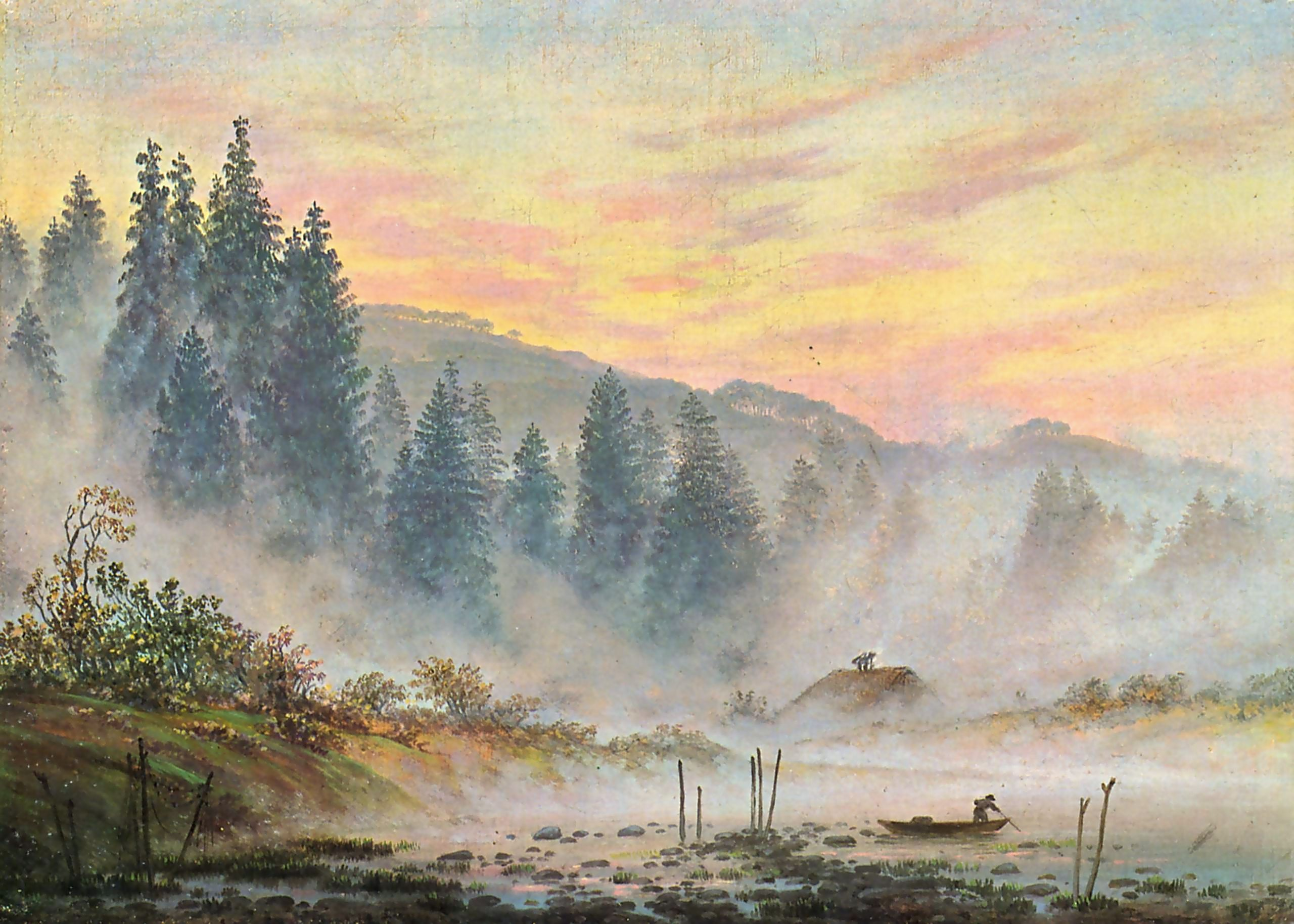
Lasierender Farbauftrag. Caspar David Friedrich: Der Morgen. Öl auf Leinwand.
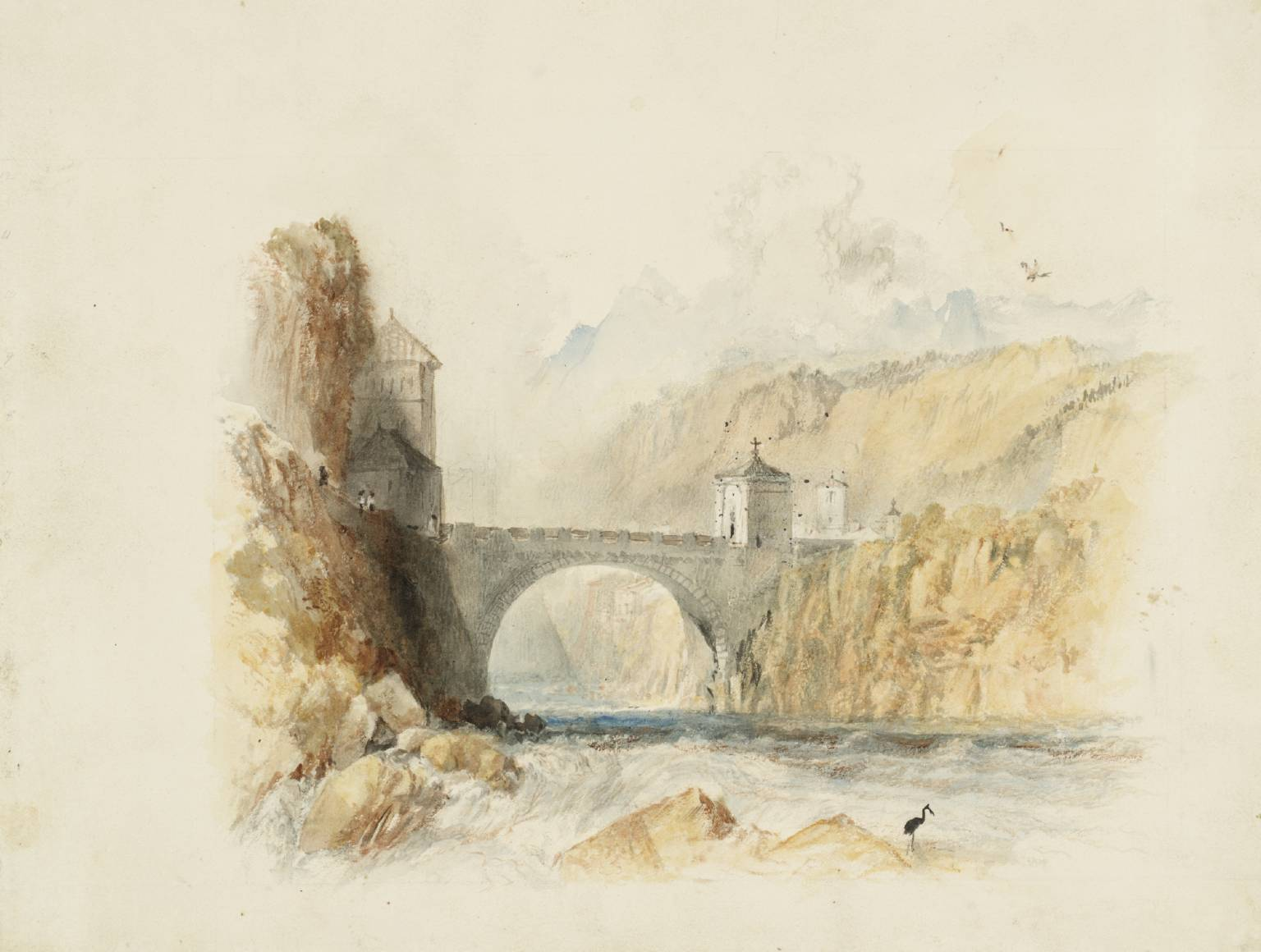
Lasierender Farbauftrag. William Turner: Brücke bei St. Maurice. Aquarell.

## Der deckende Farbauftrag
Beim deckenden Farbauftrag (auch opaker F.) (von lateinisch opacus = schattig, dunkel) wird die Malfarbe fließfähig aufgetragen. Die Schicht der Malfarbe ist undurchsichtig (deckend), eben und glatt. Der Malgrund oder die darunter liegenden Farbschichten scheinen nicht durch. Ist die Oberfläche uneben (reliefartig, strukturiert), spricht man vom pastosen Farbauftrag.

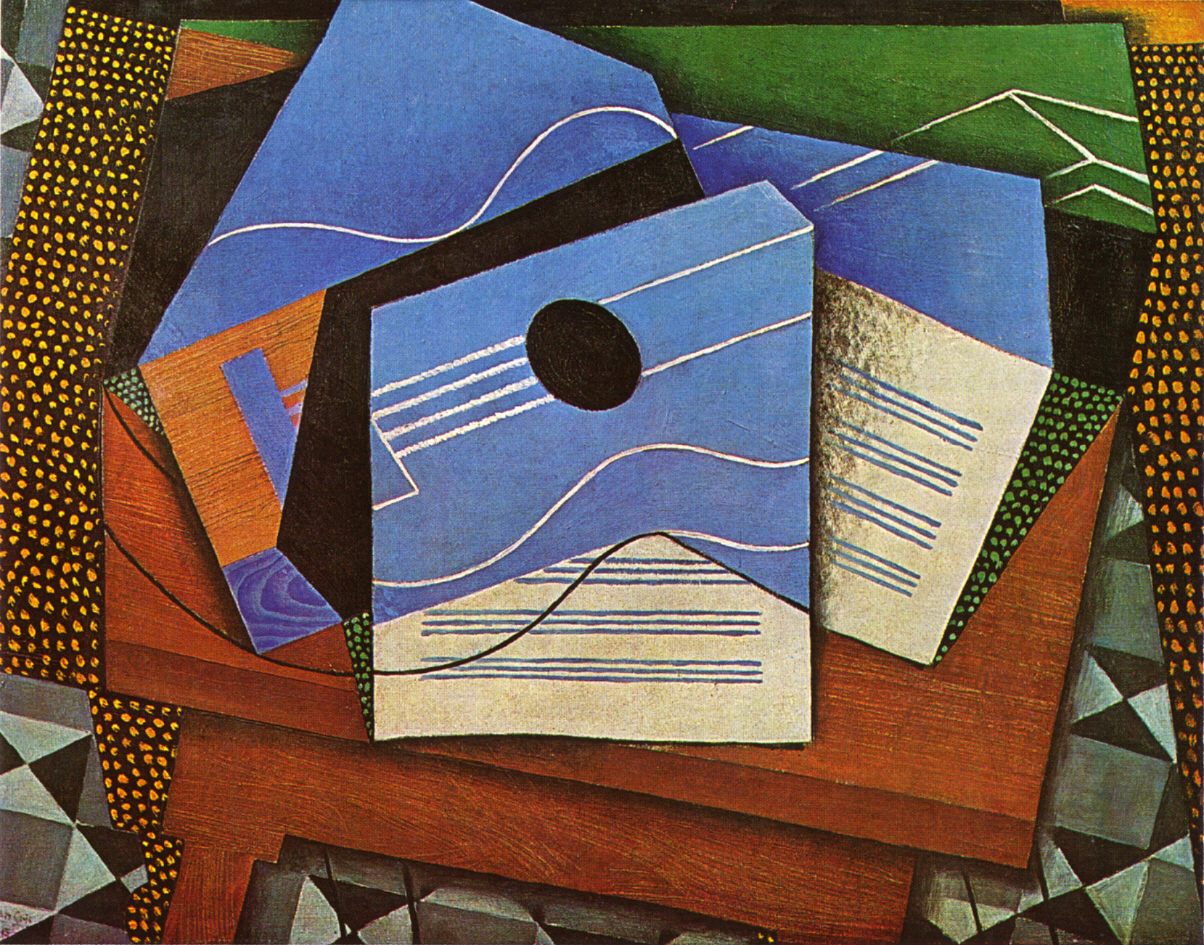
Deckender Farbauftrag. Juan Gris: Gitarre auf einem Tisch.
Deckender Farbauftrag. Barnett Newman (1905–1970): Wer hat Angst vor Rot, Gelb und Blau IV.

## Der pastose Farbauftrag
Beim pastosen Farbauftrag (auch das Impasto, Impastotechnik) (italienisch pastoso = teigig, breiig, italienisch pasta = Teig, Nudel) wird die Malfarbe dickflüssig (teigig, zähflüssig) in einer dicken, pastenartigen Schicht aufgetragen. Die Schicht der Malfarbe ist deckend (undurchsichtig) und die Oberfläche ist uneben (reliefartig, strukturiert). Ungleichmäßig strukturierte Farbmasse oder dicke Farbteigwürmer fangen Lichter auf und werfen konturierende Schatten. Je nachdem, wie mit Malmesser, Pinsel oder Spachtel die Malfarbe aufgetragen wird, entsteht ein charakteristischer Duktus mit deutlich sichtbarer Werkzeugspur (Pinselspur). Die Malfarbe lässt sich punktartig, fleckhaft, getupft, gestrichelt, kurz-, langsträhnig oder geschwungen auftragen.

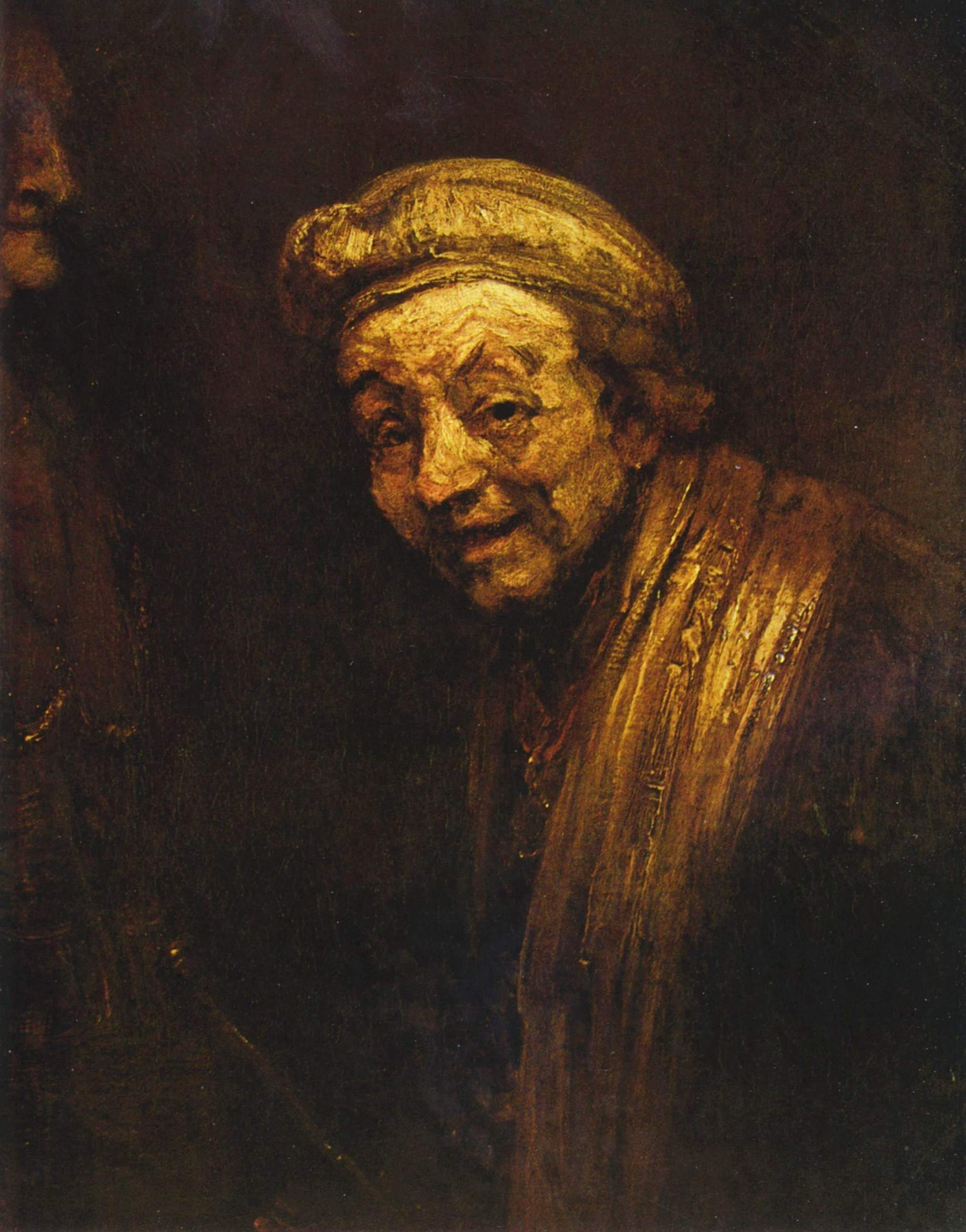
Rembrandt Harmensz van Rijn: Selbstporträt als (lachender) Zeuxis.
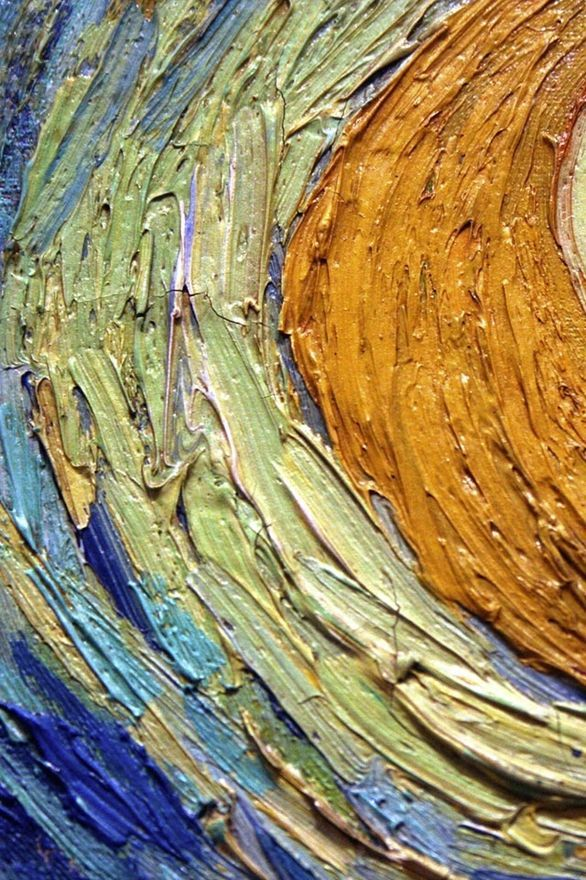
Vincent van Gogh: Sternennacht. Ausschnitt.
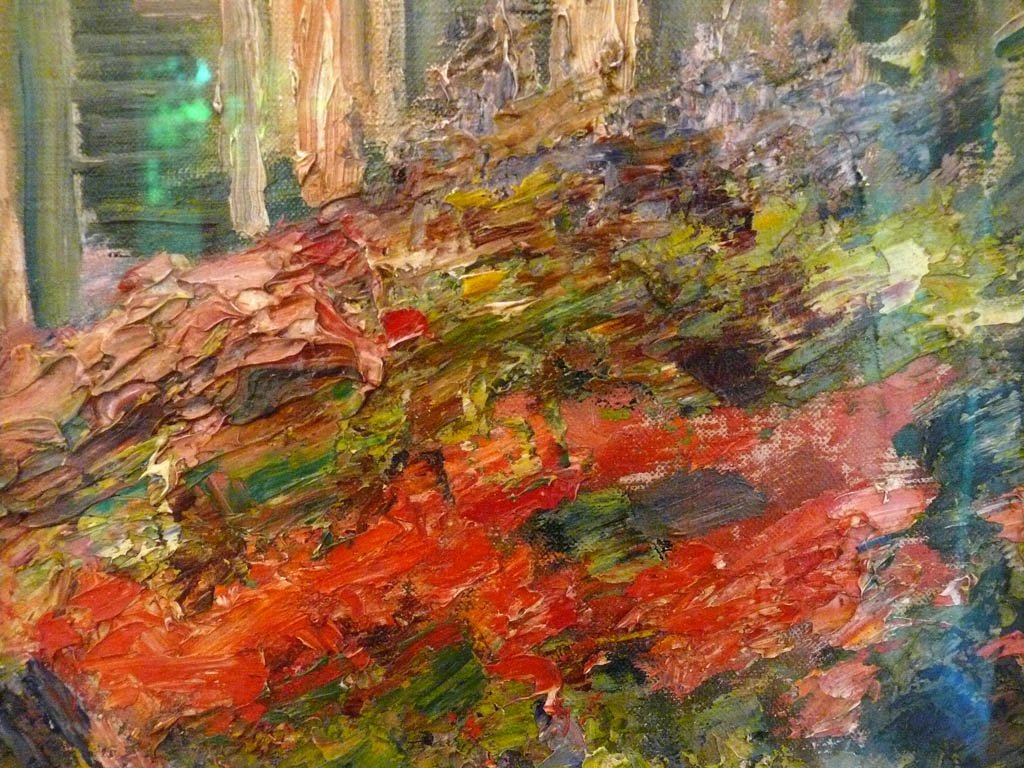
Max Liebermann: Blumenstauden am Gärtnerhäuschen nach Norden. Ausschnitt.
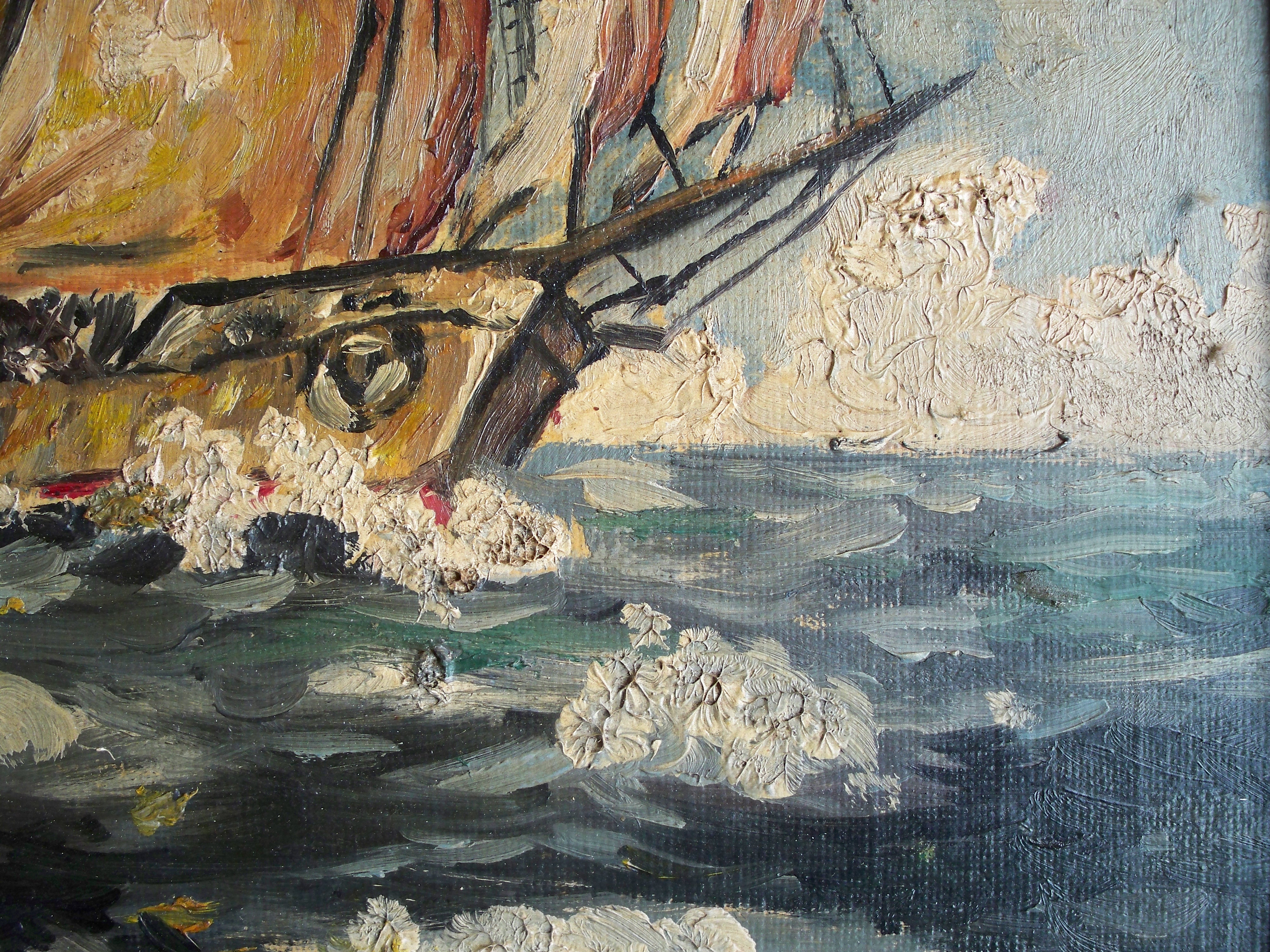
Roman Michalowski: Schiff auf dem Meer. Ausschnitt.

## Die Primamalerei
Bei der Primamalerei (auch Alla-Prima-Technik, direkte Malerei, Premier-coup-Malerei) (von italienisch all prima = aufs erste, auf Anhieb) wird die Malfarbe ohne Untermalung und Lasuren in einer Schicht aufgetragen. Die Farben können dabei auf der Palette vorgemischt oder auf dem Malgrund nass-in-nass vermalt werden. Diese sehr unmittelbare Malweise gestattet eine frische, oft skizzenhafte Darstellung. Seit dem Barock entstehen vorbereitende Ölskizzen als Primamalerei. Vor allem im Impressionismus werden auch Ölbilder alla prima gemalt.

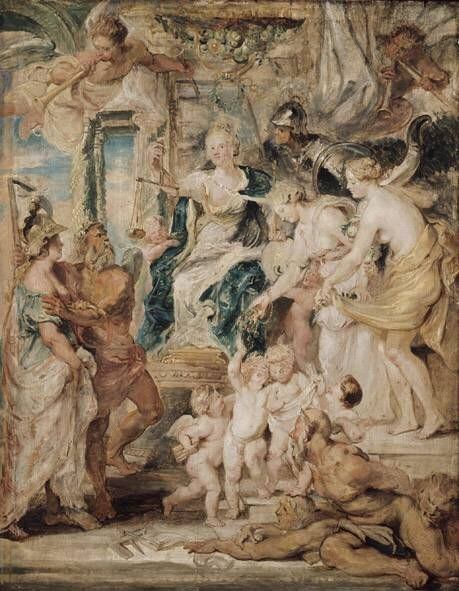
Primamalerei, Ölskizze. Peter Paul Rubens: Die Glückliche Regierung.
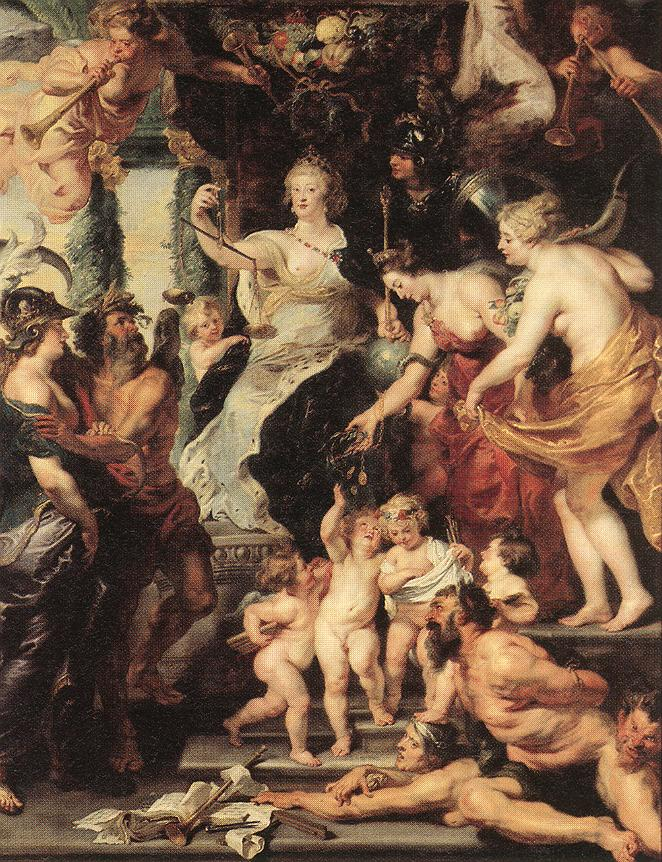
Zum Vergleich: Dasselbe Motiv in lasierender Schichtenmalerei. Peter Paul Rubens: Die Glückseligkeit der Regentschaft der Maria von Medici.
Primamalerei. Claude Monet: Ebbe bei Pourville, in der Nähe von Dieppe.

## Der gespritzte Farbauftrag
Beim gespritzten Farbauftrag wird die Malfarbe dünnflüssig in feinsten Tropfen auf den Malgrund aufgebracht mit Blasrohr, Sieb, Spritzpistole (Airbrush) oder Zerstäuber. Einen Spezialfall bildet das Dripping (Drip Painting, Tropfmalerei) mit seiner Tropftechnik.

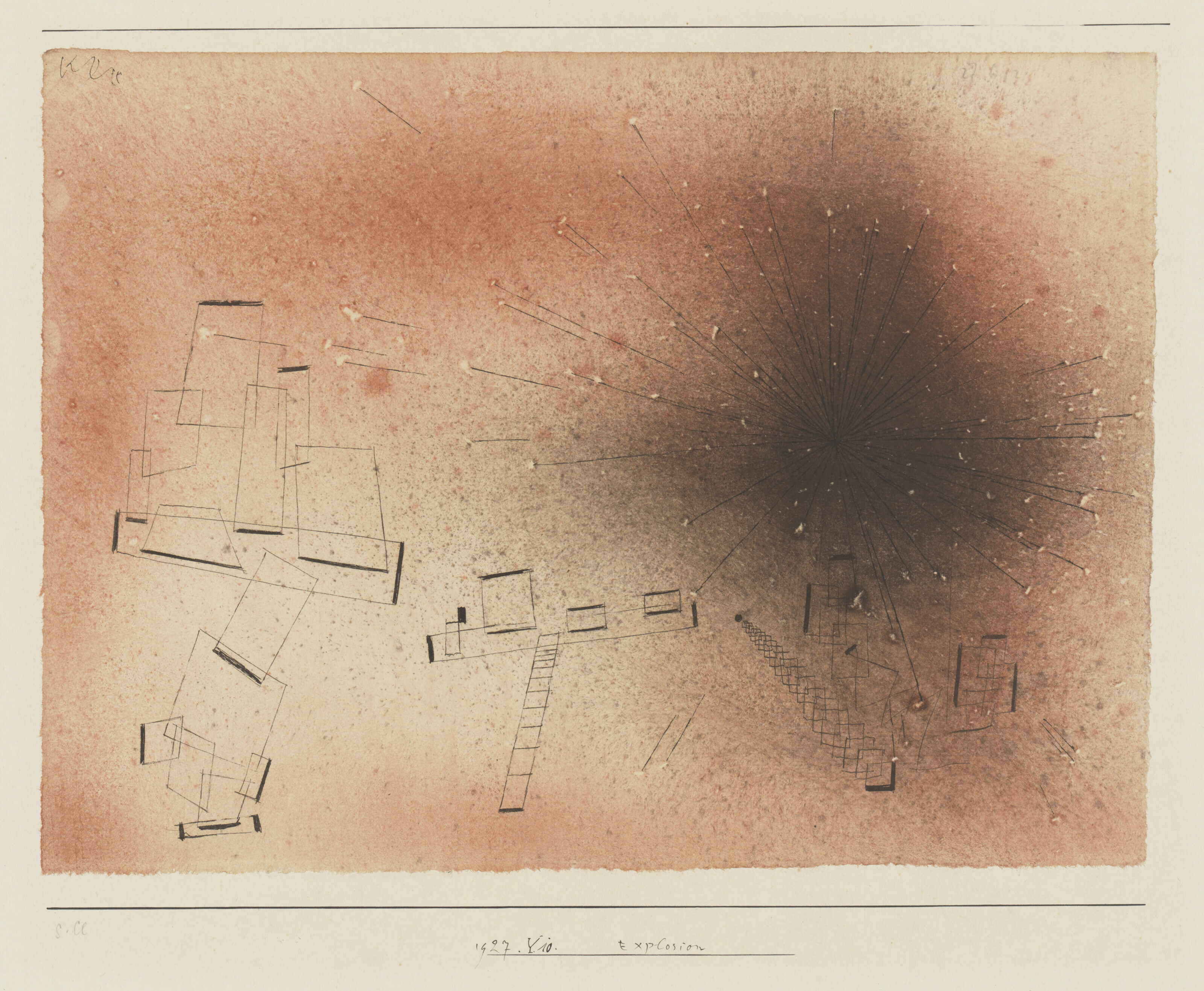
Paul Klee: Explosion.
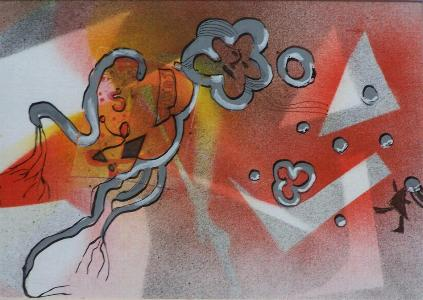
Margret Hofheinz-Döring: Scherzo.
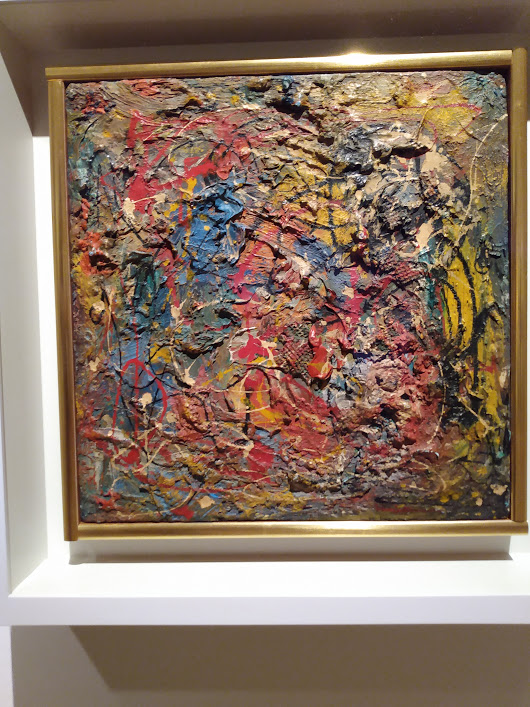
Hans Hofmann: Die Natur der Abstraktion.

## Spachteltechnik
Beim gespachtelten Farbauftrag (Spachteltechnik) wird die Malfarbe mit Malmesser, Rakel oder Spachtel aufgezogen und vermengt. 

## Weitere Farbauftragsarten
Beim gestupsten Farbauftrag wird die Malfarbe mit einem Borstenpinsel oder Schwamm aufgestupst. Beim gedruckten Farbauftrag wird die Malfarbe mit einem Finger, Stempel oder anderen Gegenständen aufgedruckt. Beim trockenen Farbauftrag wird die von Feuchtigkeit fast freie Malfarbe aufgetragen und es entstehen kleine Flecken mit Aussetzern oder körnige Strukturen. Schließlich kann man die Malfarbe einfach auf den Malgrund gießen oder schütten.